# Саседа-Трасьєрра
Саседа-Трасьєрра (ісп. Saceda-Trasierra) — муніципалітет в Іспанії, у складі автономної спільноти Кастилія-Ла-Манча, у провінції Куенка. Населення — 70 осіб (2010).
Муніципалітет розташований на відстані близько 80 км на схід від Мадрида, 60 км на захід від Куенки.

## Демографія
Динаміка населення (INE ):